# Nisída Meganísi
Nisída Meganísi är en ö i Grekland.   Den ligger i prefekturen Lefkas och regionen Joniska öarna, i den centrala delen av landet, 270 km väster om huvudstaden Aten. Arean är 21,0 kvadratkilometer.
Terrängen på Nisída Meganísi är lite kuperad. Öns högsta punkt är 292 meter över havet. Den sträcker sig 9,9 kilometer i nord-sydlig riktning, och 6,7 kilometer i öst-västlig riktning.
Följande samhällen finns på Nisída Meganísi:
- Katomérion
- Spartokhórion
- Vathí